# Cratere Mills
Mills è un cratere lunare di 35,65 km situato nella parte nord-occidentale della faccia nascosta della Luna.